# Bjära

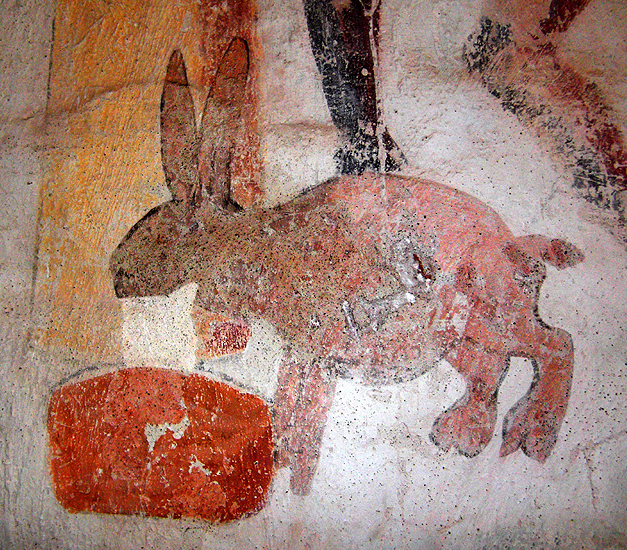
Mjölkhare från 1400-talet i Härkeberga kyrka målad av Albertus Pictor.

En bjära (mjölkhare, trollhare, pukhare, puken, trollkatten, baran, bärarn) var i svensk folktro ett dragväsen som en häxa använde för att stjäla mjölk från grannarnas kor. Den var så snabb att man inte såg den. En bjära kunde vara en hare (Småland), en katt eller en fågel (Dalarna) eller ett nystan (Norrland).
Bjäran kunde skapas utifrån exempelvis ett nystan genom olika ritualer, eller så kunde häxan ha fått den direkt från djävulen. Det sades att om man skadade bjäran skadade man också dess ägare, och då en bjära förstördes, brukade dess ägare enligt folktron genast visa sig, på grund av sitt löfte att brinna i stället för denne. Slemsvampen trollsmör kallades ibland bjäradynga och troddes kunna avslöja var den skyldiga kvinnan bodde. 
Den första beskrivningen av hur en bjära tillverkades är från en häxprocess i Söderala socken i Hälsingland 15 januari 1597. Häxorna sades då använda bland annat smör, jord, aska från brända bitar av sina tilltänkta offers fönsterkarmar, metall från kyrkklockor, blod från sina egna fingrar och en levande orm. 
En detaljerad beskrivning av hur en bjära görs finns upptecknad från Frostvikens socken i Jämtland. Kring en boll av katthår eller kalvhår nystas tre torsdagskvällar i rad ulltråd i nio färger, och den tredje kvällen droppas tre droppar blod ur det vänstra lillfingret i nystanet. Då bjäran sänds ut för att stjäla mjölk, kastar man den över vänstra axeln och säger: 
"Jag har gett dig blod, Fan ska ge dig mod. Du ska för mig på jorden springa, jag ska för dig i helvetet brinna".